# 渡口镇 (磴口县)
渡口镇，是中华人民共和国内蒙古自治区巴彦淖尔市磴口县下辖的一个乡镇级行政单位。

## 行政区划
渡口镇下辖以下地区：
城东村、新地村、东地村、永胜村、南滩村、城西村、南尖子村和大滩村。